# Publius Petronius (Egypte)
Publius Petronius (ca. 75 v.Chr.- na 20 v.Chr.), in oudere literatuur vaak ten onrechte als Gaius Petronius aangeduid, was een Romeins politicus uit de stand van de equites. Van ca. 25 tot 20 v.Chr. was hij Praefectus Alexandreae et Aegypti, een van de twee hoogste ambten die iemand uit zijn stand kon bekleden.

## Naam
Antieke bronnen geven verschillende praenomina aan Petronius. Cassius Dio noemt hem Gaius, Plinius noemt hem Publius. In oudere literatuur is meestal Cassius Dio's naamgeving gevolgd, maar een papyrushandschrift dat een edict van Petronius bevat van 23 september 22 v.Chr. bevestigt dat zijn praenomen Publius luidde. Het cognomen van Petronius is niet overgeleverd.

## Prefect van Egypte
Als opvolger van Gaius Cornelius Gallus en Gaius Aelius Gallus was Petronius de derde die onder keizer Augustus het ambt van Praefectus Alexandreae et Aegypti bekleedde. Vermoedelijk benoemde Augustus hem reeds in het najaar van 25 in dit ambt, tijdens de veldtocht van Aelius Gallus in Arabia. In dat geval overlapt het begin van Petronius' ambtsperiode met het einde van die van Aelius Gallus, die tot 24 gouverneur van Egypte was.

### Irrigatiewerken en graanbeheer
Een van de belangrijkste resultaten van Petronius' bestuur was de aanleg van irrigatiekanalen ter bevordering van de vruchtbaarheid van het land. Dit was van groot belang, omdat Rome in hoge mate afhankelijk was van de graantoevoer uit Egypte en door de irrigatiewerken van Petronius de kans op misoogsten beduidend kleiner werd.
Het belang van Egypte als graanleverancier bleek al meteen aan het begin van Petronius' ambtsperiode. Toen in het seizoen van 25/24 v.Chr. het Midden-Oosten getroffen werd door een zware hongersnood, deed Herodes de Grote onder betaling van een grote som geld een beroep op Petronius hem graan te leveren. Volgens Flavius Josephus kreeg Petronius in die tijd vele hulpverzoeken, maar was het aan de persoonlijke vriendschap tussen Petronius en Herodes te danken dat hij voorrang gaf aan de export van graan naar het Joodse land.

### Veldtochten naar Koesj
In zijn Res Gestae maakt Augustus gewag van een succesvolle veldtocht naar Ethiopia (Koesj). Deze vond plaats onder leiding van Petronius, aan het begin van zijn ambtstermijn, ongeveer in dezelfde tijd dat Aelius Gallus een veldtocht ondernam naar Arabia). Volgens Strabo maakten de Koesjieten gebruik van het feit dat Gallus met een leger naar Arabia was getrokken om Thebe en een aantal omliggende plaatsen aan te vallen. Petronius trok echter naar het zuiden, heroverde de bezette steden voor de Romeinen en lijfde ook een deel van Koesj in bij de provincie Egypte.
Twee jaar later, rond 22 v.Chr., probeerden de Koesjieten onder aanvoering van Candace Amanirenas, nogmaals een deel van Egypte te veroveren, tot aan Elephantine toe, maar opnieuw wist Petronius de dreiging af te wenden en versloeg hij de Koesjieten. Hij veroverde de Koesjitische hoofdstad Napata en dwong Candace een vredesverdrag te sluiten.

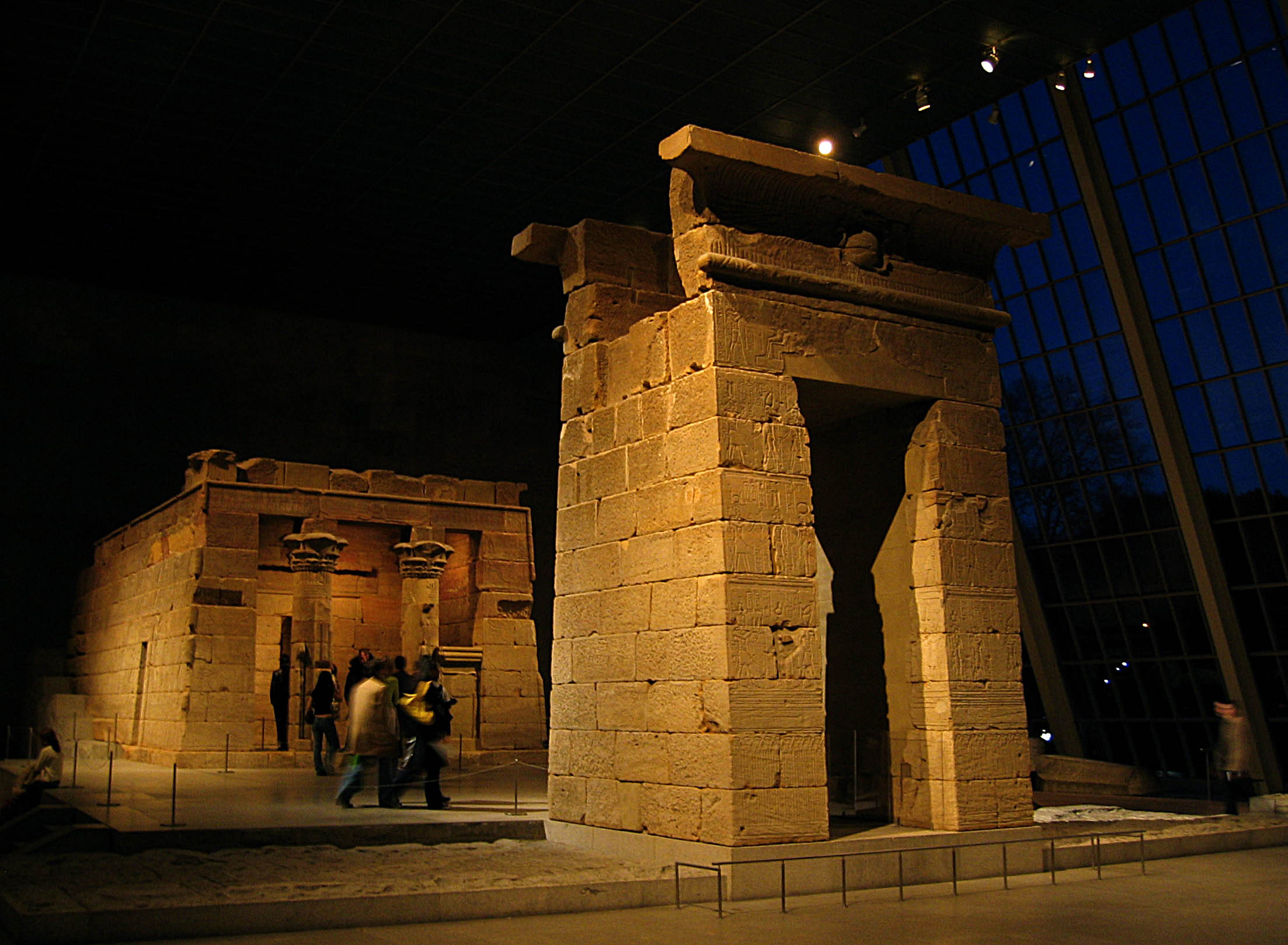
Tempel van Dendur, gebouwd door Petronius (tegenwoordig te zien in New York)

Bij opgravingen in beneden-Nubië (ca. 80 km ten zuiden van Assuan) is een tempel gevonden, die gebouwd is door Petronius. De bouwstijl is Egyptisch en de tempel is gewijd aan Isis. Ook werden hier Pede-ese en Pe-Hor geëerd, twee Egyptische helden die aan de zijde van de Romeinen streden en sneuvelden in de strijd tegen de Koesjieten. Anders dan Cornelius Gallus destijds had gedaan, liet Petronius in de inwijdingsinscriptie niet zijn eigen naam aanbrengen, maar die van keizer Augustus.
Toen in 1962 het Nassermeer werd aangelegd in het gebied waar de tempel gebouwd was, is de tempel in zijn geheel overgebracht naar het Metropolitan Museum of Art in New York.

### Opstand in Alexandrië
Strabo vermeldt dat tijdens Petronius' ambtsperiode in Alexandrië een opstand uitbrak, waarbij een woedende menigte Petronius te lijf ging. Slechts omringd door zijn lijfwacht wist Petronius de orde echter te herstellen. Het is mogelijk dat de onlusten samenhangen met een Romeinse census, aan de hand waarvan onder meer de hoogte van de belastingafdracht werd bepaald. Als dit inderdaad het geval is, zullen de onlusten hebben plaatsgevonden tegen het einde van Petronius' ambtsperiode, omdat in 20 of 19 v.Chr. vermoedelijk de eerste Romeinse census gehouden werd.

### Einde van Petronius' ambtstermijn
We weten niets met zekerheid over het gouverneurschap over Egypte tussen 20 en 13 of 12 v.Chr., toen Publius Rubrius Barbarus dit ambt bekleedde. Meestal neemt men aan dat tussen Petronius en Barbarus nog een of twee andere gouverneurs in functie zijn geweest, maar het is ook mogelijk dat Petronius' ambtsperiode zich uitstrekte tot enige na 20.
Er zijn echter drie redenen waarom men gewoonlijk het einde van Petronius' ambtsperiode stelt rond 20 v.Chr. In de eerste plaats zijn er in de antieke bronnen geen vermeldingen uit een latere periode die hem aan Egypte verbinden. In de tweede plaats had keizer Augustus de gewoonte gouverneurs niet langer dan drie of vier jaar op dezelfde post te laten functioneren. De derde reden is dat Petronius' (vermoedelijke) zoon Publius Petronius Turpilianus in 19 werd benoemd tot triumvir monetalis, een ambt dat vaak werd toegekend aan iemand die juist in de senatorenstand verheven was. Dat Petronius' zoon, als eerste van de Petronii, door Augustus in de senatorenstand werd verheven, kan goed verklaard worden als beloning voor een eervol volbracht gouverneurschap over Egypte.

## Familie
Het is, zoals gezegd, aannemelijk dat deze Publius Petronius, die behoorde tot de stand van de equites, de vader is van Publius Petronius Trupilianus, die in 19 v.Chr. triumvir monetalis was en de eerste uit de familie van de Petronii die in de senatorenstand werd opgenomen. Daarmee was hij vermoedelijk de grootvader van de Publius Petronius die onder keizer Caligula gouverneur van Syria was.